# Wondong-myeon
Wondong-myeon (koreanska: 원동면, 院東面) är en socken i den sydöstra delen av  Sydkorea, 300 km sydost om huvudstaden Seoul. Den ligger i kommunen Yangsan i provinsen Södra Gyeongsang strax norr om storstaden Busan.